# Peter Scherk (Mathematiker)
Peter Scherk (* 2. September 1910 in Berlin; † 6. Juni 1985) war ein deutschstämmiger kanadischer Mathematiker, der sich mit Geometrie und Zahlentheorie beschäftigte.

## Leben
Scherk studierte unter anderem bei Hermann Weyl an der Georg-August-Universität Göttingen (sowie in Berlin). In Göttingen war er Assistent von Edmund Landau und veröffentlichte 1936 mit Landau und Hans Heilbronn eine Arbeit zur Goldbachschen Vermutung. Er wurde 1935 bei Gustav Herglotz (und Werner Fenchel) promoviert (Über reelle geschlossene Raumkurven vierter Ordnung). Er ging zunächst mit Landau nach Berlin, nachdem er in Göttingen keine Wirkungsmöglichkeiten mehr an der Universität hatte. Als Jude floh er vor den Nationalsozialisten zunächst nach Prag, wo er als privater Tutor arbeitete, aber auch an der Deutschen Universität Gastwissenschaftler war, und Februar 1939 in die USA, wo er zunächst in New York bei einem Onkel wohnte. Er wurde dort von Weyl unterstützt, der ihm 1940 eine temporäre Stellung an der Yale University verschaffte. 1941 bis 1943 war er Assistent an der Indiana University. 1943 wurde er Instructor an der University of Saskatchewan in Kanada.  1955 wurde er dort Professor und blieb dort bis 1959, wobei er während dieser Zeit auch Gastprofessor an der University of Pennsylvania war. 1959 wurde er Professor an der University of Toronto, wo er 1976 emeritiert wurde, aber weiter mathematisch aktiv blieb.
Er befasste sich vor allem mit Differentialgeometrie, aber auch mit Zahlentheorie, Algebra und Theorie konvexer Körper.
1952 wurde er Fellow der Royal Society of Canada. Er war Herausgeber des Canadian Journal of Mathematics und Gründungsherausgeber des Canadian Mathematical Bulletin.
Der Mathematiker Heinrich Ferdinand Scherk war ein Großonkel. Sein Sohn John Scherk ist Mathematik-Professor an der University of Toronto at Scarborough.

## Schriften
- mit Rolf Lingenberg Rudiments of plane affine geometry, University of Toronto Press 1975
- Topics in the theory of elliptic functions, Queen´s University, Kingston, Ontario, 1967